# Kumi Yokoyama
Kumi Yokoyama (横山 久美 Yokoyama Kumi?), född 13 augusti 1993, är en japansk fotbollsspelare som spelar för Frankfurt.
Kumi Yokoyama spelade 24 landskamper för det japanska landslaget. Hen deltog bland annat i Asiatiska mästerskapet i fotboll för damer 2018.
Hen är en transman.